# Jaromír Blažek
Jaromír Blažek (Brno, República Checa, 29 de diciembre de 1972) es un exfutbolista checo. Jugaba de portero y su primer equipo fue el Slavia Praga.

## Trayectoria
Blažek empezó su carrera profesional en el Slavia Praga. En aquella época juega de portero suplente. Para jugar minutos deja el equipo durante tres temporadas para jugar en el SK Dynamo České Budějovice, FK Viktoria Žižkov y FC Bohemians 1905, para luego regresar en 1995.
En la temporada de su regreso tampoco disfruta de muchos partidos como titular, por ello se marcha en 1996 de nuevo al FC Bohemians 1905, equipo en el que será titular indiscutible.
En 1999 ficha por el AC Sparta Praga. En esa época logra 2 Ligas, pero ante la falta de minutos el equipo decide cederlo durante una temporada al FK Marila Příbram.
En 2002 regresa y ya se hace un hueco en la portería titular. En esta etapa Blažek contribuye a que el equipo gane dos Ligas, tres Copas y haga un buen papel en Liga de Campeones.
En 2007 se va al fútbol alemán a jugar con el 1. FC Nürnberg, su actual club. Al final de la temporada Blažek ve como su equipo desciende a 2. Bundesliga.

## Selección nacional
Ha sido internacional con la selección de fútbol de la República Checa en 14 ocasiones. Su debut como internacional se produjo el 29 de marzo de 2000 en un partido amistoso.
La trayectoria de Blažek en la selección se vio afectada por Petr Čech, portero titular indiscutible.
Blažek ha sido convocado por su selección para las Eurocopas de Bélgica y Holanda de 2000, Portugal de 2004 y Austria y Suiza de 2008, aunque sólo disputa un partido entre las tres competiciones. También fue convocado para la Copa Mundial de Fútbol de Alemania de 2006, pero tampoco disputó ningún encuentro.

### Participaciones en Copas del Mundo
| Mundial                        | Sede     | Resultado    |
| ------------------------------ | -------- | ------------ |
| Copa Mundial de Fútbol de 2006 | Alemania | Primera fase |

## Clubes
| Club                       | País            | Año       |
| -------------------------- | --------------- | --------- |
| Slavia Praga               | República Checa | 1990-1992 |
| SK Dynamo České Budějovice | República Checa | 1992-1993 |
| FK Viktoria Žižkov         | República Checa | 1993-1994 |
| FC Bohemians 1905          | República Checa | 1994-1995 |
| Slavia Praga               | República Checa | 1995-1996 |
| FC Bohemians 1905          | República Checa | 1996-1999 |
| AC Sparta Praga            | República Checa | 2000-2001 |
| FK Marila Příbram          | República Checa | 2001-2002 |
| AC Sparta Praga            | República Checa | 2002-2007 |
| 1. FC Nürnberg             | Alemania        | 2007-2008 |
| AC Sparta Praga            | República Checa | 2008-2011 |
| FC Vysočina Jihlava        | República Checa | 2012-2015 |

## Palmarés

### Campeonatos nacionales
| Título                     | Club            | País            | Año  |
| -------------------------- | --------------- | --------------- | ---- |
| Gambrinus liga             | Slavia Praga    | República Checa | 1996 |
| Gambrinus liga             | AC Sparta Praga | República Checa | 2000 |
| Gambrinus liga             | AC Sparta Praga | República Checa | 2001 |
| Gambrinus liga             | AC Sparta Praga | República Checa | 2003 |
| Copa de la República Checa | AC Sparta Praga | República Checa | 2004 |
| Gambrinus liga             | AC Sparta Praga | República Checa | 2005 |
| Copa de la República Checa | AC Sparta Praga | República Checa | 2006 |
| Copa de la República Checa | AC Sparta Praga | República Checa | 2007 |

- Datos: Q313178
- Multimedia: Jaromír Blažek / Q313178